# Ryan McGivern
Ryan McGivern (* 8. Januar 1990 in Newry) ist ein nordirischer Fußballspieler. Der Abwehrspieler spielt seit 2014 beim FC Port Vale. Von 2008 bis 2014 war er zudem für die Nordirische Nationalmannschaft aktiv.

## Karriere

### Verein
Ryan McGivern der in der viertgrößten Stadt Nordirlands Newry geboren wurde, begann seine professionelle Karriere beim englischen Verein Manchester City. Mit City’s Jugend konnte McGivern 2008 den FA Youth Cup im Finale gegen den FC Chelsea gewinnen. Bei den Citizens durchlief er die gesamte Jugendabteilung, bevor er erstmals im April 2009 in den Profikader berufen wurde. Sein Debüt im Trikot der Himmelblauen sollte er allerdings erst zwei Jahre später am 3. April 2011 unter Roberto Mancini gegen den AFC Sunderland geben, nachdem er für Dedryck Boyata eingewechselt wurde. Zuvor wurde der Defensivspieler um Spielpraxis zu sammeln an einem Viertligisten dem FC Morecambe, Zweitligisten Leicester City und dem Drittligisten FC Walsall verliehen. Im Jahr 2011 stand er kurzfristig im Kader von ManCity wurde allerdings wiederum verliehen, nachdem der dortige neue Klubeigentümer Scheich Mansour zahlreiche Weltklassespieler verpflichten konnte. Zunächst an Crystal Palace und Bristol City verliehen sollte er in der Saison 2012/13 an Hibernian Edinburgh aus Schottland letztmals auf Leihbasis wechseln. Mit den Hibs erreichte McGivern das Endspiel um den Schottischen Pokal. Im Mai 2013 unterschrieb er einen Zweijahresvertrag bei Hibernian.

### Nationalmannschaft
Für Nordirland spielt Ryan McGivern seit der U-16. Mit der U-19 konnte er 2008 den Milk Cup ein internationales Jugendfußballturnier, das jährlich in Nordirland stattfindet gewinnen. Für die A-Elf seines Heimatlandes debütierte der linke Verteidiger im August 2008 im Alter von 18-jahren bei einem 0:0-Unentschieden in Glasgow gegen Schottland.